# Associazione Calcio Pavese Luigi Belli 1939-1940
Questa voce raccoglie le informazioni riguardanti l'Associazione Calcio Pavese Luigi Belli nelle competizioni ufficiali della stagione 1939-1940.

## Stagione
Sull'attività della stagione ha pesato l'imminente conflitto, l'allenatore Federico Munerati è stato costretto a modificare gli schieramenti da mandare in campo, dato i numerosi indisponibili per gli obblighi militari. Da segnalare il rientro dal Novara del mediano Ermanno Bertolotti e l'arrivo degli attaccanti Carlos Garavelli dal Casale, Ezio Rizzotti dal Novara e Sebahudin Biçaku albanese dalla Vogherese. Tre giocatori in doppia cifra come marcatori stagionali, con 12 reti l'argentino Carlos Garavelli, con 11 reti Gaspare Parvis e con 10 reti Urbano Rovida. Rivelazione del campionato con il terzo posto al termine del girone di andata, la Pavese ha poi avuto un calo nel girone di ritorno, raggiungendo comunque un buon settimo posto condiviso con il Crema, la Falck e la Pirelli. Il torneo si è concluso il 26 maggio e dopo due settimane il 10 giugno 1940 l'Italia è entrata nella seconda guerra mondiale.

## Rosa
| N. |                    | Ruolo | Calciatore         |
| -- | ------------------ | ----- | ------------------ |
|    | Italia (bandiera)  | P     | Giuseppe Albani    |
|    | Italia (bandiera)  | C     | Ermanno Bertolotti |
|    | Albania (bandiera) | A     | Sebahudin Biçaku   |
|    | Italia (bandiera)  | D     | Angelo Bocchi      |
|    | Italia (bandiera)  | C     | F. Borghi          |
|    | Italia (bandiera)  | C     | Giuseppe Castelli  |
|    | Italia (bandiera)  | C     | Giuseppe Collo     |
|    | Italia (bandiera)  | A     | Luigi Demarchi     |
|    | Italia (bandiera)  | D     | Luigi Ferrari      |
|    | Italia (bandiera)  | C     | V. S. Gonzales     |

| N. |                      | Ruolo | Calciatore         |
| -- | -------------------- | ----- | ------------------ |
|    | Argentina (bandiera) | A     | Carlos Garavelli   |
|    | Italia (bandiera)    | C     | Bruno Mangiarotti  |
|    | Italia (bandiera)    | C     | F. Meriggi         |
|    | Italia (bandiera)    | A     | Gaspare Parvis     |
|    | Italia (bandiera)    | D     | Gaetano Pasinelli  |
|    | Italia (bandiera)    | D     | Natale Pisani      |
|    | Italia (bandiera)    | D     | Ezio Rizzotti      |
|    | Italia (bandiera)    | A     | Urbano Rovida      |
|    | Italia (bandiera)    | P     | Agostino Scaglioni |
|    | Italia (bandiera)    | C     | Giuseppe Vigo      |

## Risultati

### Girone di andata
| Arbitro: | Di Pasquale (Varese) |

|            |           |               |
| Rovida 58’ | Marcatori | 52’ Mantovani |

| Arbitro: | Vannini (Bologna) |

|  |           |                         |
|  | Marcatori | 74’ Rovida 81’ Rizzotti |

| Arbitro: | Garassino (Varese) |

|                                     |           |  |
| Rovida 39’ Garavelli 75’ Borghi 78’ | Marcatori |  |

| Arbitro: | Bonamartini (Firenze) |

|                     |           |  |
| Fornasaris 43’, 89’ | Marcatori |  |

| Arbitro: | Zilli (Reggio Emilia) |

|              |           |  |
| Vigo 4’, 40’ | Marcatori |  |

| Arbitro: | Albanese (Taranto) |

|           |           |            |
| Pozzi 10’ | Marcatori | 20’ Biçaku |

| Arbitro: | Barbieri (Genova) |

|                    |           |                        |
| Garavelli 32’, 36’ | Marcatori | 11’ Solcia 57’ Tinelli |

| Arbitro: | Milanone Ridor (Biella) |

|  |           |                                            |
|  | Marcatori | 42’ Carlos Garavelli 63’ Rovida 73’ Parvis |

| Pavia 3 dicembre 1939 9ª giornata | Pavese Luigi Belli | 0 – 0 | Casalini | Stadio Comunale\| Arbitro: \| Monti (Gallarate) \| |
| Arbitro:                          | Monti (Gallarate)  |       |          |                                                    |

| Arbitro: | Viarengo (Asti) |

|                                           |           |                                            |
| Rampini 40’, 57’ Martelli 50’ Buzzoni 52’ | Marcatori | 6’ Garavelli 20’ (aut.) Trovati 65’ Parvis |

| Arbitro: | Candela (Genova) |

|                                    |           |  |
| Rovida 25’, 68’ Tessari 82’ (aut.) | Marcatori |  |

| Arbitro: | Barbieri (Genova) |

|                               |           |                    |
| Malagoli 20’ (rig.) Gatti 89’ | Marcatori | 24’, 53’ Garavelli |

| Arbitro: | Albanese (Taranto) |

|               |           |  |
| Garavelli 58’ | Marcatori |  |

| Arbitro: | Siino (Palermo) |

|                                       |           |  |
| Galli 28’ (rig.) 51’, 53’ Scolari 64’ | Marcatori |  |

| Arbitro: | Silvano (Torino) |

|                       |           |  |
| Rovida 48’ Parvis 75’ | Marcatori |  |

### Girone di ritorno
| Arbitro: | Stecig (Fiume) |

|               |           |               |
| Mantovani 34’ | Marcatori | 42’ Garavelli |

| Arbitro: | Magnoni (Milano) |

|                                                    |           |                             |
| Parvis 10’, 65’, 81’ Vigo 21’, 58’ Rovida 22’, 54’ | Marcatori | 13’ Cadregari 34’ Bandirali |

| Arbitro: | Chiti (Thiene) |

|                           |           |  |
| Maestri 32’ Bernardin 67’ | Marcatori |  |

| Arbitro: | Bogetti (Torino) |

|          |           |                    |
| Vigo 39’ | Marcatori | 14’ (aut.) Ferrari |

| Arbitro: | Coletti (Treviso) |

|                           |           |            |
| Ferrari IV 5’ Bulloni 31’ | Marcatori | 46’ Parvis |

| Arbitro: | Zavattaro (Casale Monferrato) |

|                                  |           |           |
| Rovida 18’ Biçaku 54’ Parvis 57’ | Marcatori | 71’ Villa |

| Arbitro: | Mendo (Trento) |

|                   |           |  |
| Bocchi 10’ (aut.) | Marcatori |  |

| Arbitro: | Silvano (Torino) |

|                                       |           |  |
| Garavelli 46’ Rizzotti 61’ Parvis 81’ | Marcatori |  |

| Arbitro: | Cappelli (Trieste) |

|                            |           |  |
| Balzarini 15’ Correnti 34’ | Marcatori |  |

| Pavia 7 aprile 1940 25ª giornata | Pavese Luigi Belli | 0 – 0 | Cremonese | Stadium Pavese\| Arbitro: \| Barbieri (Genova) \| |
| Arbitro:                         | Barbieri (Genova)  |       |           |                                                   |

| Arbitro: | Da Broj (Forlì) |

|                           |           |  |
| Martelli 30’ Rossetti 66’ | Marcatori |  |

| Arbitro: | Tassini (Verona) |

|  |           |           |
|  | Marcatori | 23’ Gatti |

| Arbitro: | Garotta (Milano) |

|  |           |                                        |
|  | Marcatori | 35’ Garavelli 66’, 86’ Vigo 79’ Biçaku |

| Arbitro: | Mazzoli (Castelfranco Emilia) |

|                                   |           |  |
| Vigo 37’ Garavelli 54’ Parvis 62’ | Marcatori |  |

| Arbitro: | Costa (Chiavari) |

|                         |           |            |
| Carelli 23’ Falconi 75’ | Marcatori | 35’ Parvis |